# Robèrt van Beckhoven
Robèrt van Beckhoven (Oisterwijk, 11 juli 1961) is een Nederlandse bakker, patissier en presentator. Van Beckhoven is de enige bakker die beide titels van de in 2008 zelf opgerichte Nederlandse bakkersvereniging "De Meesters" draagt: "Meester Patissier" en "Meester Boulanger".

## Biografie
Van Beckhoven werd geboren als zoon van een banketbakker in Oisterwijk. Na de lagere school ging hij naar de mavo in Tilburg. Daarna volgde hij een bakkersopleiding aan het ROC in Eindhoven. Na het behalen van zijn diploma ging hij werken bij de banketbakkerij Lucas in Knokke. In 1980 werd hij jeugdkampioen brood bakken in Nederland. Hij nam in 1989 de bakkerij van zijn vader over en werd na enkele jaren banketleverancier van restaurant De Swaen van Cas Spijkers. In 1995 en 1996 won hij de eerste prijs in de patisseriewedstrijd Nederland-België. 1996 richtte hij samen met Meester Patissier Rudolph van Veen het Nederlands Patisserie Team op. In 1999 won hij zilver op de Salon Culinaire Mondial in Basel in de categorie desserts. In 2004 sloot Van Beckhoven zijn winkel in het centrum van Oisterwijk en vestigde hij zich op industrieterrein Sprendlingenpark, om zich te kunnen richten op grotere productie. Daar groeide het bedrijf door en werd het leverancier van onder andere De Efteling. In 2010 verkreeg Van Beckhoven de titel Meester Patissier.

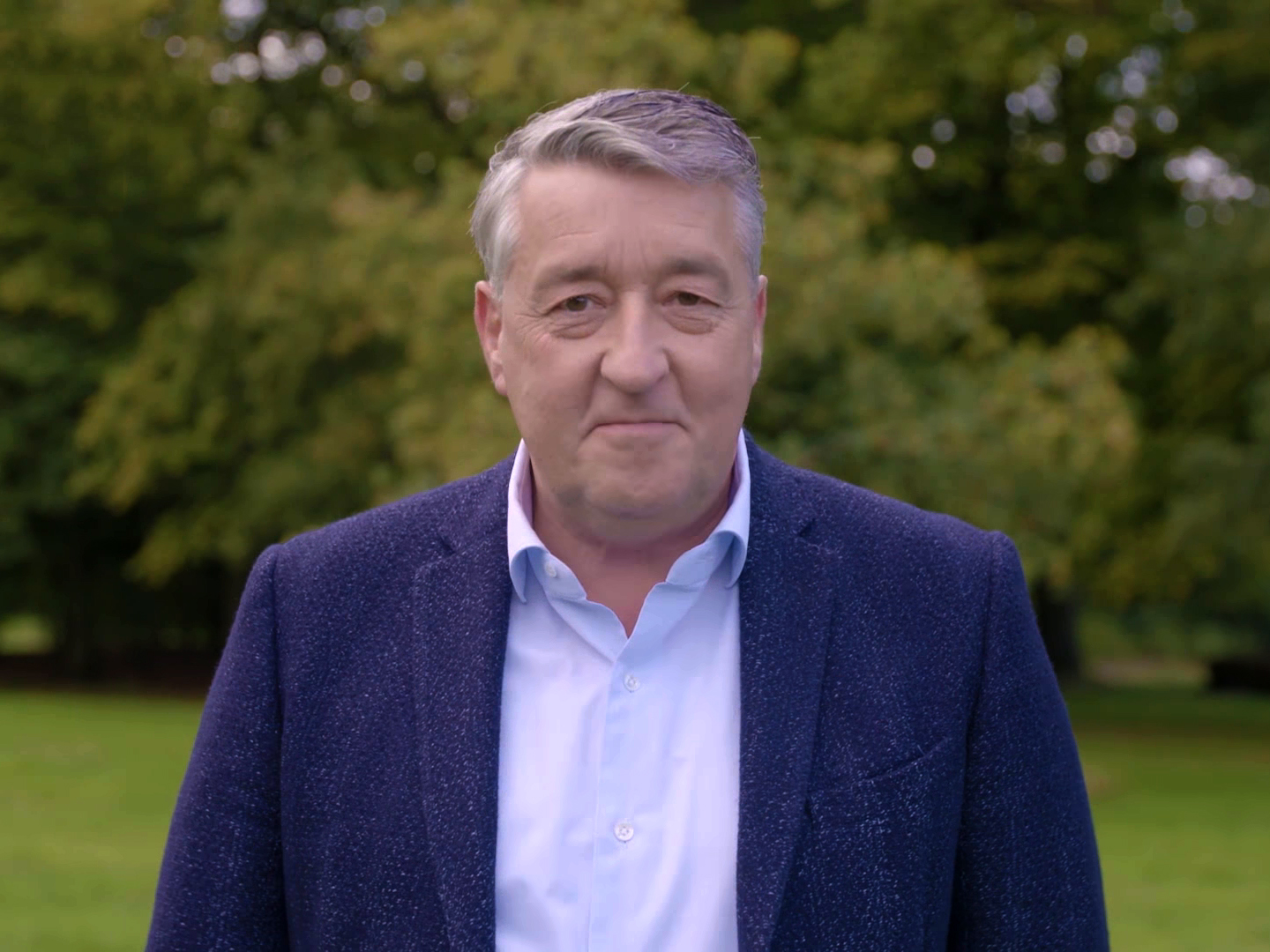
Van Beckhoven (2018)

In 2012 kreeg Van Beckhoven landelijke bekendheid als jurylid en presentator van het kinderprogramma CupCakeCup en sinds 2013 is hij met Janny van der Heijden jurylid in het tv-programma Heel Holland Bakt van Omroep MAX. Voor dit programma organiseert hij ook de selectiedag waarbij de tien kandidaten worden geselecteerd die daadwerkelijk mee mogen doen. Deze vindt bij hem in de bakkerij plaats. In oktober 2013 behaalde hij zijn meesterproef broodbakken en sindsdien is hij de enige Nederlander die zowel de titel Meester Patissier als Meester Boulanger mag voeren. In 2014 verhuisde hij met zijn bedrijf 'bij Robèrt' naar het KVL-terrein in Oisterwijk, waar hij consumenten laat zien hoe hij en zijn bakkersteam werken in een grote open bakkerij met 45 meter lange glazen gang. In 2016 werd Van Beckhoven lid van de ambachtsvereniging Créateurs de Desserts. In het verlengde van 'bij Robèrt' geeft Van Beckhoven ook een eigen magazine uit met de naam Meesterlijk magazine.

## Filmografie

### Televisie
- CupCakeCup (van 2012-heden; jurylid en presentator met Remy Duker)
- CupCakeKlas (2012; presentator)
- Heel Holland Bakt (2013-heden; jurylid met Janny van der Heijden)
- The Passion (2016; acteur)
- De slimste mens (2018; deelnemer)
- Wie is de Mol? (2019; deelnemer, vierde afvaller)
- Ik weet er alles van! VIPS (2020; deelnemer, voetbal als specialisme)
- Heel Holland Bakt Kids (2020-heden; jurylid met Janny van der Heijden)
- Weet Ik Veel (2022; deelnemer)
- The Masked Singer (2022; deelnemer)
- Ranking the Stars (2025; panellid)[6]
- Make Up Your Mind (2025; gastpanellid)

### Film
- Opa Cor (2024), als Robèrt